# István Szondy
István Szondy (Berettyóújfalu, 29 december 1925 - Boedapest, 31 mei 2017) was Hongaars een modern vijfkamper.

## Biografie
Szondy nam driemaal deel aan de Olympische Zomerspelen en won in 1952 de gouden medaille met het team en brons individueel.

## Belangrijkste resultaten

### Olympische Zomerspelen
| Jaar | Plaats    | Resultaat                                |
| ---- | --------- | ---------------------------------------- |
| 1948 | Londen    | 18e individueel                          |
| 1952 | Helsinki  | individueel · team                       |
| 1956 | Melbourne | uitgevallen individueel uitgevallen team |

### Wereldkampioenschappen
| Jaar | Plaats        | Resultaat          |
| ---- | ------------- | ------------------ |
| 1953 | Santo Domingo | individueel        |
| 1954 | Boedapest     | individueel · team |
| 1955 | Magglingen    | team               |

1952: Benedek, Kovácsi, Szondy
1956: Derjoegin, Novikov, Tarassov ·
1960: Balczó, Nagy, Németh ·
1964: Minejev, Mokejev, Novikov ·
1968: Balczó, Moná, Török ·
1972: Lednjev, Onisjtsjenko, Sjmelev ·
1976: Fox, Nightingale, Parker ·
1980: P. Lednjev, J. Lipejev, Starostin ·
1984: Cristofori, Masala, Massullo ·
1988: Fábián, Martinek, Mizsér ·
1992: Czyżowicz, Gożdziak, Skrzypaszek